# Посабина
По́сабина (болг. Посабина) — село в Тирговиштській області Болгарії. Входить до складу общини Попово.

## Населення
За даними перепису населення 2011 року у селі проживали 224 особи.
Національний склад населення села:
| Національність   | Кількість осіб | Відсоток |
| ---------------- | -------------- | -------- |
| болгари          | 132            | 95,0%    |
| турки            | 6              | 4,3%     |
| інша             | 0              | 0%       |
| Всього відповіли | 139            |          |

Розподіл населення за віком у 2011 році:
Динаміка населення: